# Kōryō
Kōryō (japanska: 広陵町 ?, Kōryō-chō) är en landskommun (köping) i Nara prefektur i Japan.